# Cerco de Esparta
O Cerco de Esparta foi uma batalha travada em 272 a.C. entre o Epiro, liderado pelo rei Pirro, e uma aliança de Esparta, sob comando do rei Areu I, e a Macedônia, liderada por Areu I e seu filho Acrótato. A luta foi travada em solo espartano e terminou numa vitória dos aliados.

## A campanha
Após a sua derrota na Itália pelas mãos da República Romana, o rei Pirro foi forçado a recuar de volta para Epiro. Quando retornou, ele declarou guerra contra Antígono II Gónatas, tomando controle da Macedônia. Em 272 a.C., ele foi abordado por um príncipe espartano, Cleônimo, que reivindicava o trono do seu país mas era rejeitado pela nobreza local. Pirro viu nisso uma oportunidade para expandir sua guerra de conquista para o Peloponeso e invadir Esparta. Apesar de boa parte do exército espartano estar lutando em Creta, as forças remanescentes em Esparta conseguiram montar uma boa defesa. liderados pelo príncipe da coroa Acrótato. Os espartanos resistiram a repetidos ataques de Epiro até que o exército principal de Esparta, liderado pelo rei Areu I, apoiado por reforços macedônios, forçaram Pirro a desistir do cerco.
Após este fracasso, Pirro devastou o sertão espartano enquanto se defendia dos contra-ataques dos espartanos vitoriosos. Pirro foi então convencido por seus aliados a atacar a cidade grega de Argos. Esta ofensiva terminou em novo fiasco, com as forças locais, apoiados pelos espartanos e macedônios, atacando ele por trás. Pirro acabou sendo morto em batalha pelas ruas de Argos, encerrando as esperanças do reino de Epiro de dominar toda a Grécia.